# 山本聖途
山本 聖途（やまもと せいと、1992年3月11日 - ）は、日本の陸上競技選手、専門は棒高跳。ロンドンオリンピック日本代表、リオデジャネイロオリンピック代表。2012年から2013年にかけて男子棒高跳の学生記録を続けて更新した。2013年世界陸上モスクワ大会男子棒高跳6位入賞、2018年アジア競技大会棒高跳で金メダル。

## プロフィール
- 出身：愛知県岡崎市[2]
- 学歴：岡崎市立岩津小学校、岡崎市立岩津中学校卒業[3]。岡崎城西高等学校、中京大学体育学部卒業[4]。
- 所属：トヨタ自動車
- 身長：181cm
- 体重：70kg

## 人物
元短距離選手の父・久義と元跳躍選手の母の間に三男として生まれる。父は100m10秒47の記録を保持しており、「オリンピックの聖火台に向かって一途に頑張れ」という意味を込めた聖途という名前の名付け親でもある。次兄も400mHで全国入賞の経験がある。

## 経歴
小学校時代から中学2年まではサッカーをしていたが、進学先の岡崎市立岩津中学校にサッカー部がなかったため陸上部に入部する。当時は長距離をしていた。
山本と棒高跳の出会いは中学2年生の夏休み。参加していたある競技会において後に進学する岡崎城西高校の陸上競技部顧問に声をかけられ、翌日から高校の練習に参加したという。しかしながら中学時代のベストは2m80と、全日中の参加標準記録に1m以上及ばないものであり、愛知県大会に進むことすらできなかった。それでも山本は岡崎城西高校から勧誘を受け、進学を決める。高校進学後は急激に記録を伸ばし、2年時には5m00を跳ぶまでに成長。3年時は記録の面では伸び悩んだものの、インターハイ6位など全国入賞を重ねる。
中京大学進学後は再び記録を伸ばし続け、2012年4月の織田記念で5m60を跳び学生新記録を樹立。6月の第96回日本選手権で本命視されていた日本記録保持者の澤野大地を破り優勝し、ロンドンオリンピックの代表に選ばれる。この年、中京大学からは山本以外に女子4×100mリレーの市川華菜と男子400mHの中村明彦が陸上競技の日本代表に選ばれたが、3人が同じ岡崎城西高校出身者であることが話題となった。市川と中村は山本の1年先輩にあたる。7月には学生個人選手権で5m65を跳び再び学生記録を更新した。ロンドンオリンピックは予選で5m35に3度失敗、記録なしの結果となった。オリンピック後、中京大学コーチの室伏広治から指導を受けて腹筋・背筋など体幹強化を図っている。2013年5月18日、東海学生対校選手権で日本歴代2位、日本学生新記録となる5m74をマーク、世界選手権の派遣設定記録を突破した。6月の第97回日本選手権は5m70の記録で制して大会2連覇を果たした。
2013年8月の世界陸上モスクワ大会・男子棒高跳決勝で5m75を跳び、この種目の日本勢で世界選手権史上最高となる6位入賞の成績を残した。
2015年9月、全日本実業団で5m70を記録して2016年リオデジャネイロオリンピック派遣設定記録を突破。2016年1月、アメリカ・ネバダ州リノの室内大会で室内日本新の5m77を記録した。6月、第100回日本選手権は5m60で2位（荻田大樹と同順位）となり、派遣設定記録を突破している選手の中で最上位となったためオリンピック出場が内定したが、大会本番では前回大会同様の記録なしに終わった。
2018年アジア競技大会において大会新で金メダル。
2020年東京オリンピックの陸上競技男子棒高跳び予選では上位12人による決勝に進めず予選敗退となった。

## 年次別ベスト
- 2007年（高校1年） - 4m40
- 2008年（高校2年） - 5m00
- 2009年（高校3年） - 4m90
- 2010年（大学1年） - 5m31
- 2011年（大学2年） - 5m35
- 2012年（大学3年） - 5m65＝日本学生記録(当時)
- 2013年（大学4年） - 5m75＝日本学生記録、5m71＝室内日本記録
- 2014年（社会人1年） - 5m62
- 2015年（社会人2年） - 5m70
- 2016年（社会人3年） - 5m77=室内日本記録
- 2017年（社会人4年） - 5m72
- 2018年（社会人5年） - 5m70

## 参考資料
- 浅田舞のスポ友！詳録 ＜スポ友＞陸上男子棒高跳び ロンドン五輪代表・山本聖途1 読売新聞 (2012-08-18). 2013年7月20日閲覧
- 浅田舞のスポ友！詳録 ＜スポ友＞陸上男子棒高跳び ロンドン五輪代表・山本聖途2 読売新聞 (2012-08-20). 2013年7月20日閲覧
- 浅田舞のスポ友！詳録 ＜スポ友＞陸上男子棒高跳び ロンドン五輪代表・山本聖途3 読売新聞 (2012-08-21). 2013年7月20日閲覧
- 浅田舞のスポ友！詳録 ＜スポ友＞陸上男子棒高跳び ロンドン五輪代表・山本聖途4 読売新聞 (2012-08-22). 2013年7月20日閲覧